# Culebra-kloof

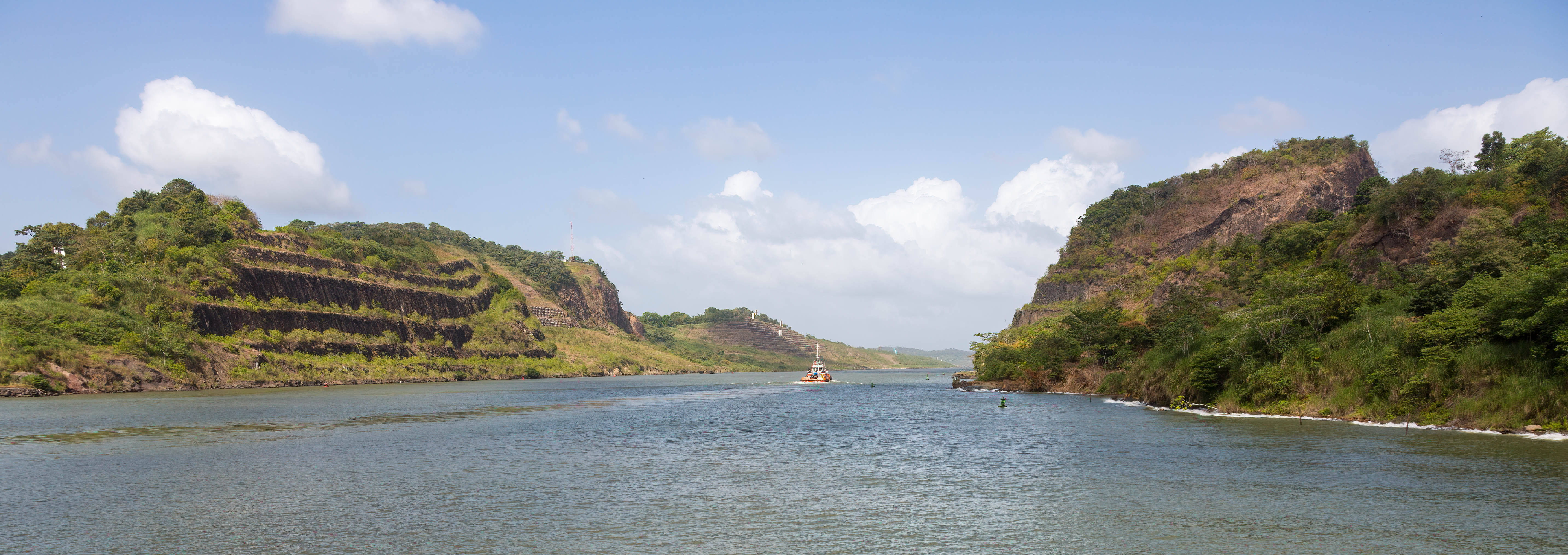
De Culebra-kloof

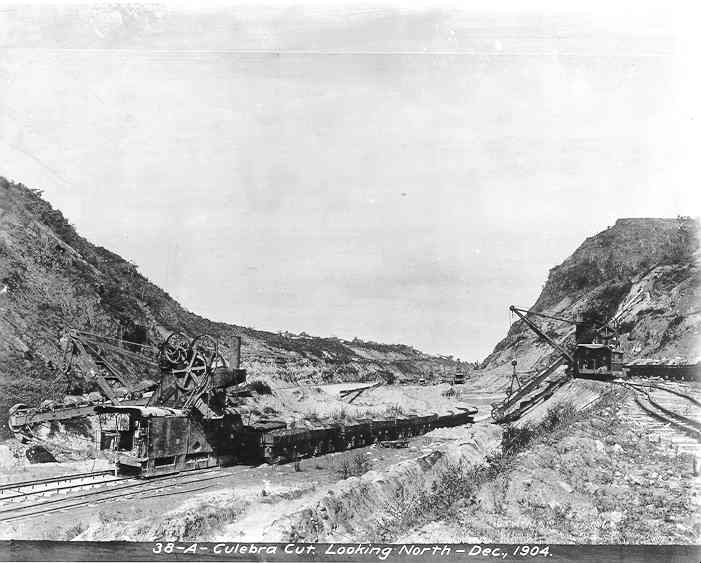
De Culebra-kloof in december 1904

De Culebra-kloof is een grote uitgraving door het Continental Divide ten behoeve van het Panamakanaal in Panama. Van 1915 tot 2000 droeg deze kunstmatige kloof de naam Gaillard Cut, ter nagedachtenis aan David du Bose Gaillard. Gaillard was de manager van de ontgraving, die net voor de opening van het kanaal in 1914 overleed. De Culebra-kloof is een belangrijke vindplaats van fossielen uit het tijdvak Mioceen.

## Aanleg van het Panamakanaal
De uitgraving was een van de belangrijkste werkzaamheden voor het Panamakanaal. De top van de waterscheiding tussen Caribische Zee en de Grote Oceaan is 64 meter boven zeeniveau, terwijl het kanaal daar op 12 meter moest gaan lopen. De uitgraving heeft een lengte van ongeveer 14 kilometer. In 1881 begonnen de werkzaamheden aan het Panamakanaal, door de Fransman Ferdinand de Lesseps. Door de zware omstandigheden en vele ziektes, maar ook doordat de complexiteit van de Culebra-ontgraving werd onderschat, ging de Lesseps' bedrijf in 1889 failliet. De top was dan nog maar teruggebracht tot 59 meter. In 1904 nam de overheid van de Verenigde Staten het project over. De ontgraving was in 1913 gereed.

## Fossiele vondsten
Door de uitgraving van het Panamakanaal zijn veel sedimenten bloot komen te liggen en de eerste fossielen werden al tijdens de aanleg gevonden, gevolgd door zoogdierfossielen in de jaren zestig. Bij verbredingswerkzaamheden aan het begin van de eenentwintigste eeuw zijn opnieuw diverse fossielen gevonden, die worden bestudeerd door een projectgroep onder leiding van Bruce MacFadden van het Florida Museum of Natural History en de University of Florida en Carlos Alberto Jaramillo van het Smithsonian Tropical Research Institute. De Culebra-kloof omvat vier formaties met in zuidelijke richting een aflopende ouderdom: Las Cascadas, Culebra, La Cucaracha en Pedro Miguel. De formaties dateren uit het Laat-Oligoceen tot Laat-Mioceen. De Culebra-kloof is de zuidelijkste vindplaats van fossielen uit het Mioceen in Midden-Amerika. Ook in de Costa Ricaanse Curré-formatie, Honduras, Guatemala en El Salvador zijn fossielen uit deze periode gevonden.

### Fossiele landfauna
De paleofauna van de Culebra-kloof omvat alleen Noord-Amerikaanse soorten en geslachten zoogdieren ondanks de relatieve nabijheid van Zuid-Amerika. Dit suggereert een directe verbinding met Noord-Amerika en een permanente scheiding tussen zuidelijk Midden-Amerika en Zuid-Amerika gedurende het Mioceen. Inmiddels zijn wel reptielen met een zuidelijke oorsprong gevonden in de formaties van de Culebra-kloof. Naast fossielen van zoogdieren en reptielen zijn ook beperkte fossiele vondsten van amfibieën en een zoetwatervis gedaan en is er enkel botje van een niet nader te classificeren roofvogel gevonden, de Centenario-arend. 
Van de vier formaties in de Culebra-kloof hebben Las Cascadas, Culebra (bovenste laag) en La Cucaracha fossielen van landdieren opgeleverd. De Las Cascadas-formatie dateert uit het Laat-Arikareean (23-20 miljoen jaar geleden). De "Centenario Fauna", vernoemd naar de Centenario-brug aan het einde van de Culebra-kloof, omvat de vondsten uit het bovenste deel van de Culebra-formatie en uit de La Cucaracha-formatie. De ouderdom van deze paleofauna was lang een twistpunt en varieerde van Arikareean tot Barstovian, maar de recentste studies concluderen dat de "Centenario Fauna" uit het Vroeg-Hemingfordian (19.1-18.8 miljoen jaar geleden) dateert. De fauna uit deze twee formaties is in grote lijnen vergelijkbaar.
Veel zoogdieren zijn ook bekend van Vroeg- tot Midden-Miocene fauna's van Texas en/of Florida. De Panamese dieren zijn strikt continentale vormen, wat aangeeft dat Panama in het Vroeg-Mioceen als een schiereiland verbonden was via Midden-Amerika met Noord-Amerika. Analyses van de tandgrootte als maat voor de lichaamsomvang ondersteunen dit. In deze analyses werd geen significant verschil gevonden tussen de tandgrootte van de Panamese dieren en hun verwanten in Noord-Amerika. Er waren geen duidelijke "eilanddwergen" of "eilandreuzen", maar er was sprake van een variatie in lichaamsomvang passend bij soorten met een continentale verspreiding. De vondsten van een aantal Panamese zoogdieren, zoals kleine beren, is ouder dan die uit noordelijkere delen van Noord-Amerika. Mogelijk fungeerde zuidelijk Midden-Amerika in het Vroeg-Mioceen als een soort kraamkamer voor biodiversiteit, waarna noordwaartse migratie plaatsvond. Tussen zuidelijk Midden-Amerika en Zuid-Amerika lag de Centraal-Amerikaanse of Atrato-zeestraat van 100 tot 200 km breed. Desondanks was er al sprake van enige uitwisseling van dier- en plantensoorten tussen beide continenten.
Verondersteld wordt dat Panama in het Vroeg-Mioceen een mozaïek van dichte bossen en boomsavannes was en de regio van Culebra-kloof een rivierdelta met tropische bossen en mangrovemoerassen was.

#### Reptielen
Op basis van vondsten van partiële schedels, onderkaken en halswervels zijn de gaviaal Dadagavialis (La Cucaracha) en de kaaimannen Culebrasuchus mesoamericanus (Culebra), Centenariosuchus gilmorei (La Cucaracha) en cf. Purussaurus (Culebra) beschreven. Dadagavialis behoort tot de Gryposuchinae, een groep van uitgestorven kustbewonende neotropische gavialen. Culebrasuchus is een mogelijke overgangsvorm tussen de kaaimannen en de alligators. Deze kaaiman onderscheidt zich van de andere kaaimannen door een plattere snuit. Aangezien de oorsprong van de kaaimannen in Zuid-Amerika ligt, suggereren de vondsten dat kaaimannen zich over de zeestraat hebben weten te verspreiden, wat opmerkelijk is aangezien alle moderne alligatorachtigen zoetwaterbewoners zijn en de klieren om overtollig zout uit te scheiden missen. Niet nader te classificeren materiaal van krokodilachtigen is eveneens gevonden.
Vijf soorten schildpadden zijn bekend uit de Las Cascadas-formatie: de aardschildpadden Forachelys woodi en Rhinoclemmys sp., de landschildpadden aff. Stylemys en een middelgrote vorm, en een Amerikaanse halswender (Podocnemididae). In de La Cucaracha-formatie zijn fossielen van de aardschildpad Rhinoclemmys panamaensis, een kleinere aardschildpad, de landschildpadden aff. Caudochelys en een reuzensoort die groter was dan de grootste hedendaagse verwanten, een grote en een kleine Amerikaanse halswender, en de muskusschildpad Staurotypus moschus gevonden. De reuzenlandschildpad Caudochelys sp., een aardschildpad, een weekschildpad en een Amerikaanse halswender zijn verder bekend uit de Culebra-formatie.
In Las Cascadas en La Cucaracha zijn wervels gevonden van Boa cf. constrictor. Het zijn de oudste vondsten van een zuidelijke landbewonende gewervelde immigrant in Midden-Amerika en blijkbaar waren ook boa's in staat de zeestraat te overbruggen. De oudste noordelijke vondst van Boa constrictor dateerde voorheen uit het Vroeg-Hemingfordian (circa 18.5 miljoen jaar geleden) van de zuidelijke Verenigde Staten. Voorheen werd verondersteld dat deze wurgslang via de Antillen naar Noord-Amerika migreerde, maar de Panamese vondsten wijzen op een route via Midden-Amerika.
Door middel van screenwashing zijn ook fossielen van kleinere slangen gevonden in de Formación La Cucaracha, evenals die van hagedissen. Deze "microvertebraten" zijn nog onbeschreven.

#### Amfibieën
In de La Cucaracha-formatie zijn bij screenwashing ook fossielen gevonden van meerdere kikkers. Zes morfotypes van kikkers zijn te onderscheiden, behorend tot de Bufonidae, Eleutherodactylidae en Leptodactylidae. Deze drie families hebben een Zuid-Amerikaanse oorsprong en dat betekent dat kikkers net als apen, kaaimannen en boa's zich al voor de sluiting van de isthmus noordwaarts wisten te verspreiden.

#### Zoogdieren
Fossielen van de volgende zoogdieren zijn bekend uit de Las Cascadas-formatie:
- primaten: Panamacebus
- knaagdieren: Petauristodon, kleine eekhoorn, kleine wangzakgoffer
- vleermuizen: Americanycteris
- roofdieren: Cynelos, marterachtige, kleine beer uit de Potosini
- evenhoevigen: Aguascalientia panamaensis en A. minuta, Arretotherium meridionale, Cynorca occidentale, Paratoceras tedfordi, Moschidae
- onevenhoevigen: Anchitherium clarenci, Parahippus, schizotheriine chalicotheriër

Fossielen van de volgende zoogdieren zijn bekend uit de La Cucaracha-formatie:
- knaagdieren: Petauristodon, Nototamias,  Proheteromys, Texomys stewartii
- vleermuizen: lansneusvleermuis
- roofdieren: Tomarctus brevirostris, cf. Daphoenodon, Bassaricyonoides
- evenhoevigen: Cynorca occidentale, een grotere nog naamloze pekari, Merycochoerus matthewi, Paratoceras coatesi, P. orarius,   cf. Floridatragulus nanus, cf. Machaeromeryx, cf. Parablastomeryx
- paardachtigen: Anchitherium clarenci, Archaeohippus sp.
- neushoorns: Floridaceras whitei, Menoceras barbouri, Aphelops megalodus

### Fossiele mariene fauna
Hoewel er in het Midden-Mioceen een directe verbinding was tussen Noord-Amerika en zuidelijk Midden-Amerika, zijn er in Panama ook aanwijzingen voor zeestraten tussen de Caribische Zee en de Grote Oceaan in het gebied gedurende het Neogeen, zowel voor het Midden-Mioceen in de Culebra-formatie als na het Laat-Mioceen in de Chagres-formatie. De Culebra-formatie dateert uit het Vroeg-Mioceen met een ouderdom van ongeveer 20 miljoen jaar.
In de Culebra-formatie zijn fossielen van meerdere doejongachtigen gevonden. In het Caribische deel van de formatie zijn een schedel, een staartwervel en ribfragmenten gevonden. De schedel is van een nieuwe soort Dioplotherium, een geslacht dat zich kenmerkt door lange ruitvormige slagtanden. De wervel behoort mogelijk toe aan Metaxytherium crataegense, een soort uit het Vroeg-Mioceen van het juiste formaat die wijdverspreid was over de westelijke Atlantische Oceaan, de Caribische Zee en de oostelijke Grote Oceaan. De ribben behoren mogelijk toe aan de kleinere Nanosiren. In het Pacifische deel van de Culebra-formatie is een fossiel van Culebratherium gevonden.
Tot de ichthyofauna van de Culebra-formatie behoren onder meer twaalf soorten kraakbeenvissen, waarvan tanden en wervels zijn gevonden. Carcharocles chubutensis is de algemeenste soort, die tevens bekend is van vondsten op diverse andere Amerikaanse locaties. De andere uitgestorven soorten zijn een wezelhaai (Hemipristis serra), een kleine verwant van de tijgerhaai (Physogaleus contortus) en een adelaarsrog (Plinthicus sp.). Verder zijn ook fossielen gevonden van een roofhaai (Carcharhinus sp.), de tijgerhaai (Galeocerdo cuvieri), de citroenhaai (Negaprion brevirostris), een zaagvis (Pristis sp.) en een doornrog (Urobatis sp.) in de Culebra-formatie.
In het Plioceen, circa 2.5 miljoen jaar geleden, vergroeiden de laatste eilandjes en delen van zuidelijk Midden-Amerika tot een aaneengesloten landmassa, die de landengte van Panama wordt genoemd. Via deze landengte werden Noord- en Zuid-Amerika met elkaar verbonden, waardoor er uitwisseling van diersoorten plaatsvond. Deze uitwisseling staat bekend als de Great American Biotic Interchange.
Culebra-kloof · Gatún-formatie · Gatúncillo-formatie · Chagres-formatie · Alajuela-formatie